# Pierre Granlin
Pierre Granlin (né le 28 octobre 1923 et mort le 23 janvier 2016) est un résistant et homme politique français.

## Biographie
Il réside à La Genevraie. Étudiant au Mans lors du début de la Seconde Guerre mondiale, il rentre par l'intermédiaire d'autres étudiants dans la Résistance intérieure en mars 1942, au sein du Mouvement d'André Counord, le Groupe de résistance de Château-Gontier. Enseignant dans le primaire et en terminale, il est recherché par la Gestapo. Il quitte l'enseignement en juin 1943 avec Gérard Boisbaudry pour prendre le maquis, et quitte la région pour échapper au STO. Dans la Creuse, il rejoint l'OCM à La Souterraine. En octobre 1943, il rejoint le réseau Navarre de Paul Janvier.
Membre du groupe de Cossé-le-Vivien, il participe à des parachutages d'armes et effectue plusieurs missions auprès d'Étienne de Raulin. Il reste alors en contact avec les représentants OCM de la Ferté-Macé et d'Alençon.
Le 5 août 1944, il participe à l'attaque d'un groupe de soldats allemand à la ferme de la Rousselière où il est blessé par balle. Il prend contact avec Jean Delain et effectue des missions de liaison et de renseignements dans la région de Mortagne. Le 20 septembre 1944, il rejoint le 2e bataillon de marche de Normandie comme commandant de la 1re compagnie. Il est démobilisé en 1945. En juin 1948, il retourne à l'armée dans un régiment de tirailleurs marocains. Il devient en 1949 lieutenant de réserve. Il est rappelé lors de la Guerre d'Algérie en mai 1956. Il participe aux opérations menées dans le Djurdjura et aux événements du 13 novembre 1956 à Aine-el-Djenane. Il revient en métropole en février 1957, et reprend son métier d'éleveur.
Maire de La Genevraie depuis 1981, il est élu au conseil général de l'Orne entre 1979 et 2004. Il est chevalier de la Légion d'honneur.